# Хваліме
Хваліме (пол. Chwalimie, нім. Wallachsee) — село в Польщі, у гміні Оконек Злотовського повіту Великопольського воєводства.
Населення — 133 особи (2011).
У 1975-1998 роках село належало до Пільського воєводства.

## Демографія
Демографічна структура станом на 31 березня 2011 року:
|          | Загалом | Допрацездатний вік | Працездатний вік | Постпрацездатний вік |
| -------- | ------- | ------------------ | ---------------- | -------------------- |
| Чоловіки | 72      | 17                 | 49               | 6                    |
| Жінки    | 61      | 16                 | 35               | 10                   |
| Разом    | 133     | 33                 | 84               | 16                   |